# Rotherhithe
Rotherhithe – dzielnica Londynu, w Wielkim Londynie, leżąca w gminie Southwark. Leży 2,8 km od centrum Londynu. W 2011 roku dzielnica liczyła 13 743 mieszkańców.